# 藤原千乗
藤原 千乗（ふじわら の ちのり、生没年不詳）は、平安時代前期の貴族。藤原南家、左少弁・藤原岳雄の子。官位は従四位下・左中弁。

## 経歴
右兵衛大尉を経て、貞観6年（864年）従五位下に叙爵し、貞観7年（865年）侍従に任ぜられる。左少弁を務めた父・岳雄をかつて善愷訴訟事件で弾劾した大納言・伴善男が貞観8年（866年）に発生した応天門の変で失脚すると、翌貞観9年（867年）千乗は右少弁に任ぜられ、父・岳雄に続いて弁官を務めることになる。貞観11年（869年）従五位上。
その後、弁官として左中弁まで昇る一方、貞観19年（877年）正五位下、元慶3年（879年）従四位下と陽成朝に入ってから順調に昇叙されている。

## 官歴
注記のないものは『日本三代実録』による。
- 時期不詳：正六位上。右兵衛大尉
- 貞観6年（864年）正月7日：従五位下
- 貞観7年（865年）5月16日：侍従
- 貞観9年（867年）正月12日：右少弁
- 貞観11年（869年）正月7日：従五位上
- 時期不詳：左中弁
- 貞観19年（877年）正月3日：正五位下
- 元慶3年（879年）11月25日：従四位下
- 元慶6年（882年） 日付不詳：見兼木工頭[1]

## 系譜
『尊卑分脈』による。
- 父：藤原岳雄
- 母：従五位下伊予女（姓不詳）
- 妻：藤原秀道の娘
  - 男子：藤原元縄
- 生母不詳の子女
  - 男子：藤原季縄（?－919）
  - 男子：藤原守樹
  - 男子：藤原茂樹